# Emmanuel Rivière
Emmanuel Rivière (* 3. März 1990 in Le Lamentin, Martinique) ist ein französischer ehemaliger Fußballspieler.

## Vereinskarriere

### Anfänge auf Martinique und in Saint-Étienne
Geboren auf der französischen Insel Martinique, begann Rivières Karriere als Jugendspieler in der Stadt Sainte-Luce. Bei einem Fußballturnier des französischen Leistungszentrums Clairefontaine weckte er im Alter von 14 Jahren das Interesse einiger Klubs vom Festland. Im Jahr 2005 wechselte er schließlich zur AS Saint-Étienne. Dort spielte er zunächst für einige Jahre für die Jugendauswahlen des Klubs, bis er in der Saison 2008/09 erstmals zum Profikader gehörte. Am 17. Dezember 2008 bestritt er im UEFA-Pokal sein Profidebüt, als er kurz vor Spielende für Dimitri Payet ins Spiel kam. Am 10. Januar 2009 saß er erstmals bei einem Ligaspiel auf der Ersatzbank, am 1. Februar des Jahres wurde der damals 18-Jährige bei einer Partie gegen Olympique Lyon erstmals eingewechselt. In einem Spiel gegen Le Havre schoss er am 13. Mai 2009 sein erstes Tor in der Ligue 1.
In der folgenden Spielzeit entwickelte sich der Nachwuchsstürmer zum Stammspieler. Nachdem er im Jahr zuvor in allen seiner acht Ligaspiele eingewechselt worden war, stand er am 1. Spieltag 2009/10 von Beginn an auf dem Platz. Insgesamt kam er während der Saison auf 35 Pflichtspiele für seinen Verein, in denen er zehn Mal als Torschütze erfolgreich war. Nach der Saison unterzeichnete er einen neuen, bis Juli 2014 gültigen Vertrag in Saint-Étienne. Dennoch war die Saison 2010/11 seine letzte beim Verein, den er im darauffolgenden Sommer verließ.

### Durchbruch in Toulouse und Monaco
Am 12. Juli 2011 gab der FC Toulouse die Verpflichtung Rivières bekannt. Dort unterzeichnete er einen Vierjahresvertrag. Die Ablösesumme lag Medienberichten zufolge bei etwa sechs Millionen Euro. Zu diesem Zeitpunkt galt der damals 21-Jährige bei vielen Experten als eines der größten französischen Talente und als kommender Nationalspieler. Sein erstes Spiel für seinen neuen Verein absolvierte er am 17. September 2011, als er im Ligaspiel gegen Girondins Bordeaux auf Anhieb sein erstes Tor erzielte. Insgesamt verlief der Start jedoch durchwachsen, und während der gesamten Hinrunde gelang ihm nur ein Torerfolg. In seinem ersten Jahr in Toulouse kam er auf 26 Einsätze, in denen er fünf Treffer erzielte.
Die Spielzeit 2012/13 begann für Rivière bei seinem alten Klub Toulouse. Dort spielte er noch während der gesamten Hinserie, bevor er im Winter zum ambitionierten Zweitligisten AS Monaco wechselte, wo er einen Viereinhalbjahresvertrag unterschrieb. Die Ablösesumme, die der Verein aufbrachte, soll bei etwa vier Millionen Euro gelegen haben. In der Rückrunde konnte Rivière noch vier Tore zum – im Sommer 2013 realisierten – Wiederaufstieg des Klubs beisteuern. In der Saison 2013/14, in die der Aufsteiger mit zahlreichen teuren Neueinkäufen wie Falcao oder João Moutinho ging, gehörte er meist zur Stammelf. Am 18. August, dem zweiten Spieltag der Saison, gelang Rivière der erste Dreierpack in seiner Karriere.

### Wechsel nach England
Im Juli 2014 verließ er Monaco und unterschrieb einen Vertrag beim englischen Erstligisten Newcastle United.

## Nationalmannschaft
Emmanuel Rivière spielte bislang für verschiedene französische Jugendauswahlen. Beginnend mit der U-16 durchlief er zudem die U-17, die U-18, die U-19 und die U-21. Sein erstes größeres Turnier war im Jahr 2007 die U-17-WM in Südkorea, bei der die Mannschaft im Viertelfinale an Spanien scheiterte. Zwei Jahre später war er für sein Land bei der U-19-EM in der Ukraine aktiv. Im Halbfinale scheiterte das Team an England. Von 2010 bis 2012 war er Nationalspieler der U-21 und traf bei 15 Einsätzen sechs Mal.
In einer Partie der CONCACAF Nations League 2019–21 am 15. November 2019, kam er gegen Honduras zum Einsatz und feierte somit sein Debüt für die Nationalmannschaft von Martinique. Er schoss bereits in der 5. Minute durch eine Vorlage von Samuel Camille sein erstes Tor, was zur 1:0-Führung führte. In der 53. Minute wurde er schließlich gegen Christof Jougon ausgewechselt. Die Partie endete 1:1.

## Titel und Erfolge
- Zweitligameister: 2012/13